# L'agonie
L'agonie is een roman uit 1888 van de Franse schrijver Jean Lombard (1854-1891).

## Geschiedenis
Lombard publiceerde in 1888 deze roman over het leven van keizer Elagabalus. In 1901 verscheen een heruitgave met een voorwoord van Octave Mirbeau en illustraties van Auguste Leroux. Het laatst verscheen een heruitgave van deze geïllustreerde uitgave uit 1901 met een inleiding van Marie-France David in 2002 in de serie Bibliothèque décadente.
De roman van Lombard zou hebben gediend als inspiratiebron voor de roman De berg van licht van de Nederlandse schrijver Louis Couperus (1863-1923).